# 4649 Sumoto
A 4649 Sumoto (ideiglenes jelöléssel 1936 YD) a Naprendszer kisbolygóövében található aszteroida. Marguerite Laugier fedezte fel 1936. december 20-án.